# Nettapus auritus
Nettapus auritus sau gâsca pigmeu africană este o specie de pasăre anseriformă din familia Anatidae, originară din Africa subsahariană. Este cea mai mică dintre Anatidae africane sălbatice și una dintre cele mai mici din lume.
Deși gâștele pigmee au ciocul asemănător cu cel al gâștelor, ele sunt înrudite mai degrabă cu rațele de lac și cu alte specii numite „rațe”. Este una dintre speciile la care se aplică Acordul privind conservarea păsărilor de apă migratoare din Africa și Eurasia⁠(d) (AEWA).

## Taxonomie
Gâsca pigmeu africană a fost descrisă de naturalistul francez Georges-Louis Leclerc de Buffon în lucrarea sa Histoire Naturelle des Oiseaux din 1785. Pasărea a fost, de asemenea, ilustrată într-o planșă colorată manual și gravată de François-Nicolas Martinet⁠(d) în Planches Enluminées D'Histoire Naturelle, care a fost realizată sub supravegherea lui Edme-Louis Daubenton⁠(d) pentru a însoți textul lui Buffon. Nici legenda plăcii, nici descrierea lui Buffon nu includeau un nume științific, dar în 1783 naturalistul olandez Pieter Boddaert a inventat numele binomial Anas aurita în catalogul său Planches Enluminées. Localitatea tip este Madagascar. Genul actual Nettapus a fost înființat de naturalistul german Johann Friedrich von Brandt în 1836. Cuvântul Nettapus provine din greaca veche nētta „rață” și pous „picior”. Se credea că gâsca pigmeu africană poseda picioarele și corpul unei rațe și gâtul unei gâște. Specificul auritus este cuvântul latin pentru „cu urechi” sau „cu urechi lungi”. Specia este monotipă.

## Galerie

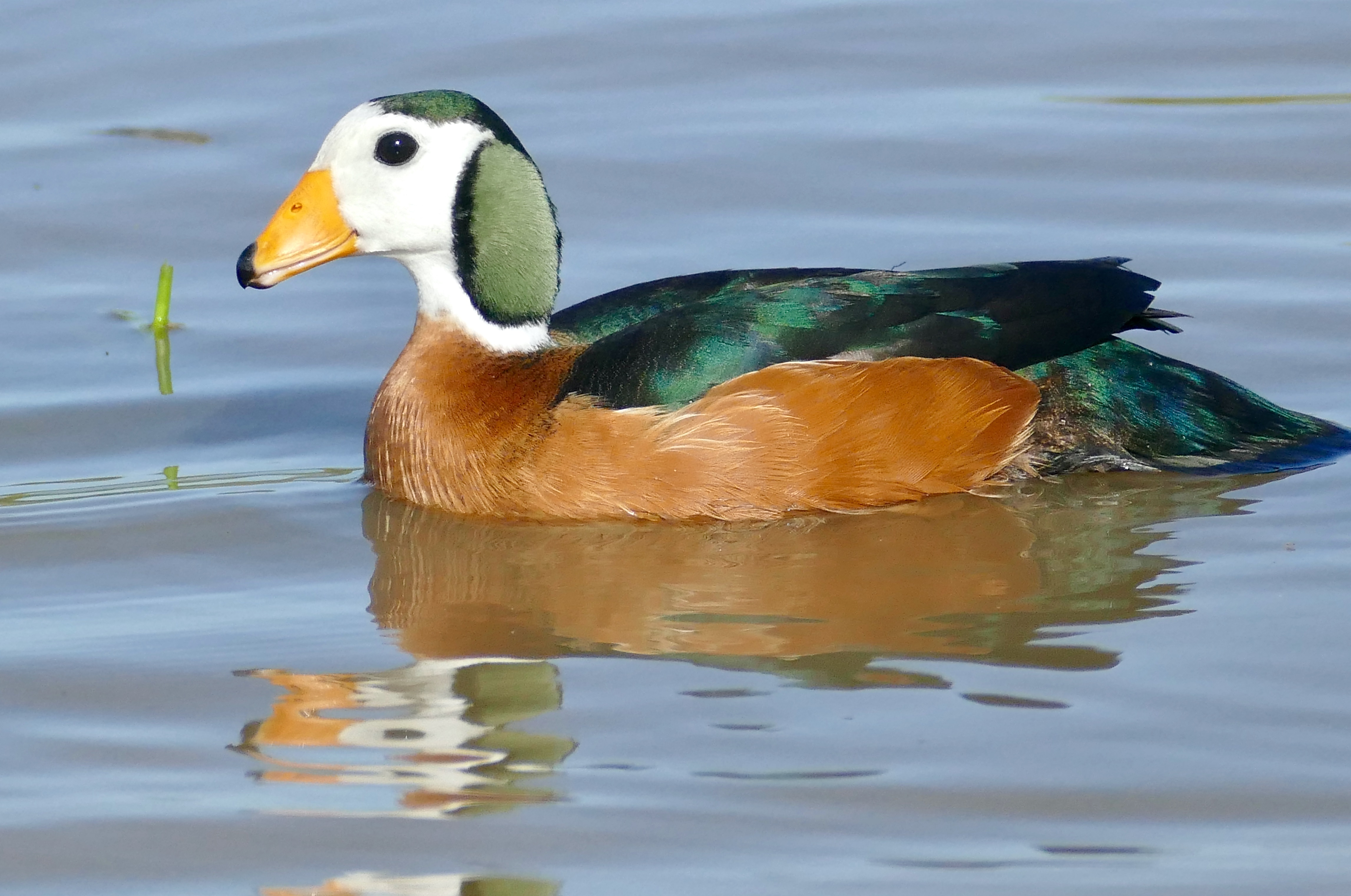
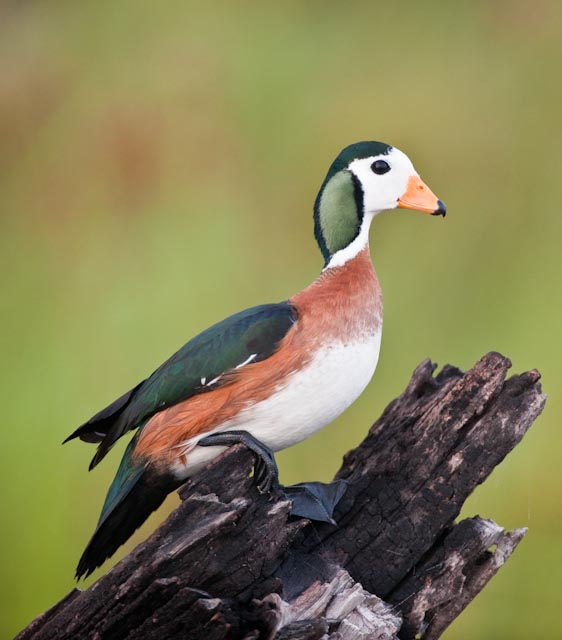
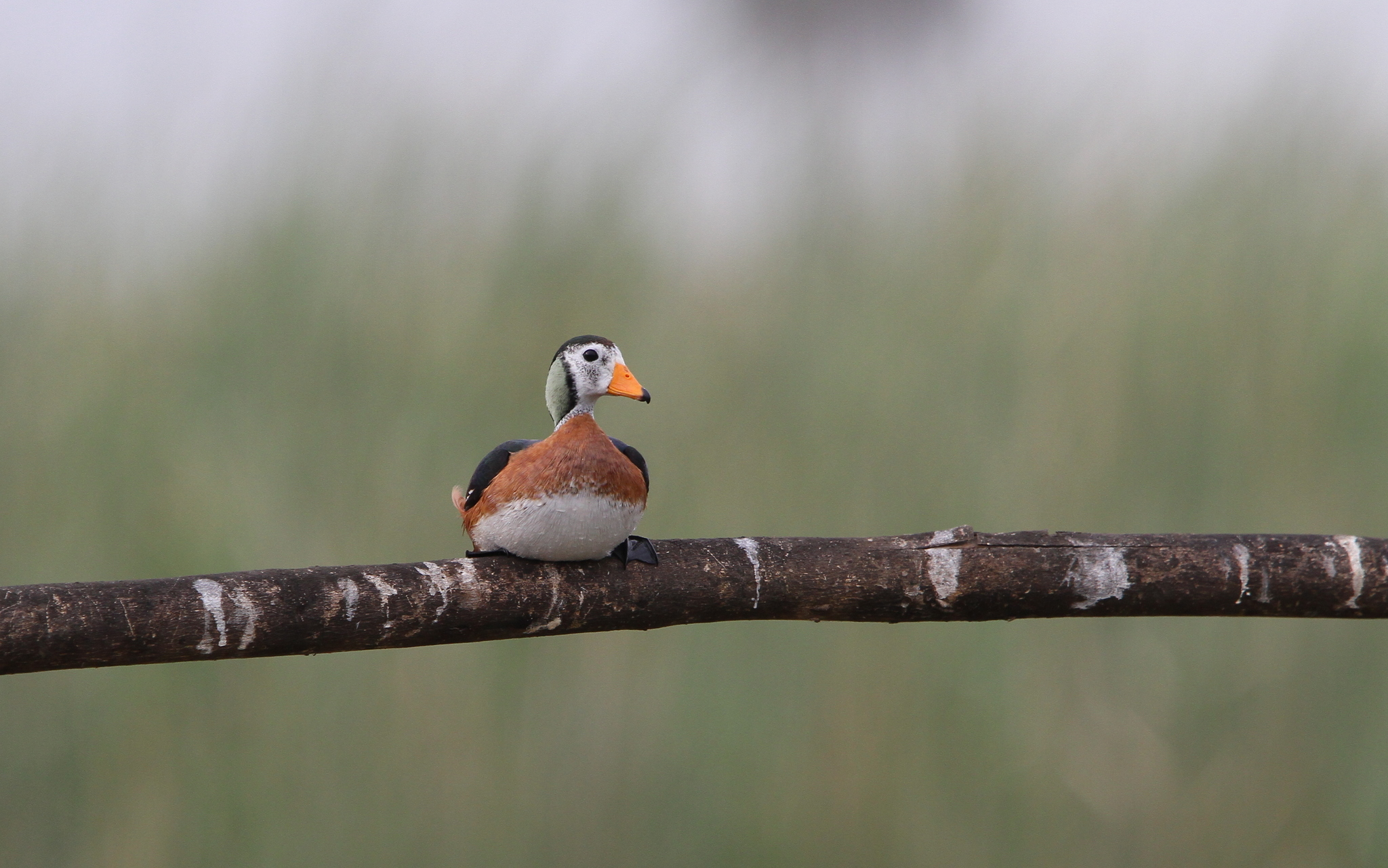